# Rankin Inlet
Rankin Inlet, appelé Kangiqtiniq par les Inuits, est une communauté inuite d'environ 2 000 habitants située dans le territoire du Nunavut au Canada. Cette communauté fait partie des plus importantes du Nord canadien. Elle est le siège de la région de Kivalliq.

## Histoire
William Moor explore le secteur en 1745.

## Transports
La communauté est desservie par l'aéroport de Rankin Inlet.

## Démographie
| 2001  | 2006  | 2011  | 2016  |
| ----- | ----- | ----- | ----- |
| 2 177 | 2 358 | 2 577 | 2 842 |

## Climat
| Mois                                  | jan.       | fév.       | mars       | avril      | mai        | juin      | jui.      | août      | sep.      | oct.       | nov.       | déc.       | année           |
| ------------------------------------- | ---------- | ---------- | ---------- | ---------- | ---------- | --------- | --------- | --------- | --------- | ---------- | ---------- | ---------- | --------------- |
| Température minimale moyenne (°C)     | −34,4      | −33,6      | −29,2      | −20,1      | −9         | 0,5       | 6,1       | 6,2       | 1,3       | −7,3       | −20,9      | −29,4      | −14,2           |
| Température moyenne (°C)              | −30,8      | −29,9      | −25        | −15,6      | −5,8       | 4,2       | 10,5      | 9,7       | 3,8       | −4,6       | −17        | −25,7      | −10,5           |
| Température maximale moyenne (°C)     | −27,3      | −26,1      | −20,6      | −11,1      | −2,4       | 7,9       | 14,9      | 13,1      | 6,3       | −1,9       | −13        | −21,9      | −6,9            |
| Record de froid (°C) date du record   | −46,1 1982 | −49,8 1990 | −43,4 1984 | −35,7 1984 | −23,8 1991 | −9,4 1992 | −1,9 1992 | −1,4 1986 | −9 1989   | −27,4 1986 | −36,5 1982 | −43,6 1996 | −49,8 15/2/1990 |
| Record de chaleur (°C) date du record | −2,5 2000  | −4,4 1998  | 1,3 1999   | 3,4 1984   | 14,1 1984  | 26,1 1993 | 28,9 1996 | 30,5 1991 | 20,6 1996 | 11,8 2010  | 1,5 2010   | 0,9 2010   | 30,5 10/8/1991  |
| Précipitations (mm)                   | 8,7        | 8,2        | 12,3       | 19,9       | 19,5       | 26,6      | 42        | 57,4      | 42,9      | 38         | 21,7       | 12,8       | 310,1           |
| dont neige (cm)                       | 8,9        | 8,5        | 12,5       | 19,2       | 13         | 4,6       | 0,1       | 0,2       | 3,8       | 25,5       | 22,4       | 13,3       | 131,9           |
| Nombre de jours avec précipitations   | 7,8        | 6,6        | 9          | 8,5        | 8,7        | 7,7       | 10,4      | 13,2      | 12,7      | 14,9       | 12,6       | 10         | 122,1           |
| Humidité relative (%)                 | 66,2       | 67,3       | 71,3       | 79         | 82,3       | 72,3      | 66,6      | 70,6      | 76,3      | 84,5       | 78,4       | 70,2       | 73,7            |
| Nombre de jours avec neige            | 7,8        | 6,7        | 9          | 8,2        | 7,1        | 2         | 0,1       | 0,1       | 3,3       | 12,4       | 12,5       | 10         | 79,3            |

| Diagramme climatique                                  |               |                |                |            |            |           |             |            |            |              |                |
| J                                                     | F             | M              | A              | M          | J          | J         | A           | S          | O          | N            | D              |
| −27,3−34,48,7                                         | −26,1−33,68,2 | −20,6−29,212,3 | −11,1−20,119,9 | −2,4−919,5 | 7,90,526,6 | 14,96,142 | 13,16,257,4 | 6,31,342,9 | −1,9−7,338 | −13−20,921,7 | −21,9−29,412,8 |
| Moyennes : • Temp. maxi et mini °C • Précipitation mm |               |                |                |            |            |           |             |            |            |              |                |

## Personnalité connue
Bien qu'il soit né au Manitoba, Jordin Tootoo a grandi à Rankin Inlet où il a appris à patiner et à jouer au hockey sur glace avec son père Barney,. Il joue maintenant dans la Ligue nationale de hockey (LNH) pour les Devils du New Jersey; il a également joué pour les Predators de Nashville et pour les Red Wings de Détroit. Il s'agit du premier Inuit à évoluer au sein de la LNH.